# Convocazioni al World Grand Prix 2006
Elenco delle giocatrici convocate per il World Grand Prix 2006.

## Azerbaigian
| N° | Nome                | Ruolo | Data di nascita   | Squadra          |
| -- | ------------------- | ----- | ----------------- | ---------------- |
| -  | Faig Garayev        | All   | -                 | -                |
| 2  | Kseniya Kovalenko   | S     | 21 novembre 1986  | Azərreyl         |
| 4  | Oksana Parkhomenko  | P     | 28 luglio 1984    | Azərreyl         |
| 5  | Yelena Shabovta     | S     | 28 agosto 1969    | Beşiktaş         |
| 6  | Irina Siminyagina   | S     | 29 novembre 1984  | Azərreyl         |
| 7  | Yelena Parkhomenko  | C     | 11 settembre 1982 | Azərreyl         |
| 8  | Natavan Gasimova    | P     | 8 luglio 1985     | Azərreyl         |
| 9  | Natalya Mammadova   | S     | 2 dicembre 1984   | Voléro Zurigo    |
| 10 | Oksana Mammadyarova | S     | 6 aprile 1978     | Azərreyl         |
| 11 | Inessa Emel'janova  | C     | 17 gennaio 1972   | Balakovskaja AĖS |
| 12 | Valeriya Korotenko  | L     | 29 gennaio 1984   | Azərreyl         |
| 14 | Lada Maksimova      | S     | 9 maggio 1987     | Azərreyl         |
| 16 | Sabina Yarmammadova | -     | 6 aprile 1988     | Nəqliyyatçı      |

## Brasile
| N° | Nome                   | Ruolo | Data di nascita  | Squadra           |
| -- | ---------------------- | ----- | ---------------- | ----------------- |
| -  | José Roberto Guimarães | All   | 30 luglio 1954   | -                 |
| 1  | Walewska de Oliveira   | C     | 1º ottobre 1979  | Sirio Perugia     |
| 2  | Carolina Albuquerque   | P     | 25 luglio 1977   | Finasa            |
| 3  | Marianne Steinbrecher  | S     | 23 agosto 1983   | Finasa            |
| 5  | Caroline Gattaz        | C     | 27 luglio 1981   | Finasa            |
| 7  | Hélia de Souza         | P     | 10 marzo 1970    | Sirio Perugia     |
| 8  | Valeska Menezes        | S     | 23 aprile 1976   | Finasa            |
| 9  | Fabiana Claudino       | C     | 24 gennaio 1985  | Rio de Janeiro VC |
| 10 | Wélissa Gonzaga        | S     | 9 settembre 1982 | Rio de Janeiro VC |
| 12 | Jaqueline de Carvalho  | S     | 31 dicembre 1983 | Rio de Janeiro VC |
| 13 | Sheilla de Castro      | S     | 1º luglio 1983   | Robursport Pesaro |
| 15 | Arlene Xavier          | L     | 20 dicembre 1969 | Pinheiros         |
| 17 | Renata Colombo         | S     | 25 febbraio 1981 | Rio de Janeiro VC |

## Cina
| N° | Nome         | Ruolo | Data di nascita   | Squadra  |
| -- | ------------ | ----- | ----------------- | -------- |
| -  | Zhonghe Chen | All   | -                 | -        |
| 1  | Wang Yimei   | O     | 11 gennaio 1988   | Liaoning |
| 2  | Feng Kun     | P     | 28 dicembre 1978  | Beijing  |
| 3  | Yang Hao     | S     | 21 marzo 1980     | Liaoning |
| 4  | Liu Yanan    | C     | 29 settembre 1980 | Liaoning |
| 5  | Chu Jinling  | S     | 29 luglio 1984    | Liaoning |
| 6  | Shan Li      | C     | 21 maggio 1980    | Tianjin  |
| 7  | Zhou Suhong  | S     | 23 aprile 1979    | Zhejiang |
| 10 | Xue Ming     | C     | 23 febbraio 1987  | Beijing  |
| 11 | Li Juan      | S     | 15 maggio 1981    | Tianjin  |
| 12 | Nina Song    | P     | 7 aprile 1980     | Bayi     |
| 16 | Zhang Na     | L     | 19 aprile 1980    | Tianjin  |
| 17 | Xu Yunli     | C     | 2 agosto 1987     | Fujian   |

## Corea del Sud
| N° | Nome           | Ruolo | Data di nascita  | Squadra           |
| -- | -------------- | ----- | ---------------- | ----------------- |
| -  | Kim Myeong-soo | All   | -                | -                 |
| 4  | Kim Sa-nee     | P     | 21 giugno 1981   | KT&G Ariels       |
| 5  | La Hea-won     | S     | 28 giugno 1986   | GS Caltex         |
| 6  | Kim Su-ji      | C     | 11 luglio 1987   | Hyundai Green Fox |
| 7  | Yim Myung-ok   | L     | 5 maggio 1986    | KT&G Ariels       |
| 8  | Koo Ki-lan     | L     | 10 marzo 1977    | Pink Spiders      |
| 11 | Han Soo-ji     | P     | 1º febbraio 1989 | Hyundai Green Fox |
| 12 | Han Song-yi    | S     | 5 settembre 1984 | Pink Spiders      |
| 13 | Jung Dae-young | C     | 12 agosto 1981   | GS Caltex         |
| 14 | Hwang Youn-joo | S     | 13 agosto 1986   | Pink Spiders      |
| 15 | Kim Se-young   | C     | 4 giugno 1981    | KT&G Ariels       |
| 16 | Kim Hae-ran    | L     | 16 marzo 1984    | Korea Expressway  |
| 18 | Bae Yoo-na     | S     | 30 novembre 1989 | GS Caltex         |

## Cuba
| N° | Nome             | Ruolo | Data di nascita  | Squadra        |
| -- | ---------------- | ----- | ---------------- | -------------- |
| -  | Luis Calderón    | All   | -                | -              |
| 1  | Yumilka Ruiz     | S     | 8 maggio 1987    | Camagüey       |
| 2  | Yanelis Santos   | P/O   | 30 marzo 1986    | Ciego de Ávila |
| 3  | Nancy Carrillo   | C     | 11 gennaio 1986  | Ciudad Habana  |
| 4  | Yenisei González | C     | 22 agosto 1983   | Ciudad Habana  |
| 6  | Daimí Ramírez    | P/O   | 8 ottobre 1983   | Ciudad Habana  |
| 7  | Lisbet Arredondo | L     | 22 novembre 1987 | Villa Clara    |
| 8  | Yaima Ortíz      | L     | 9 novembre 1981  | Ciudad Habana  |
| 11 | Liana Mesa       | S     | 26 dicembre 1977 | Camagüey       |
| 12 | Rosir Calderón   | S     | 28 dicembre 1984 | Ciudad Habana  |
| 14 | Kenia Carcaces   | S     | 22 gennaio 1986  | Holguin        |

## Giappone
| N° | Nome               | Ruolo | Data di nascita   | Squadra           |
| -- | ------------------ | ----- | ----------------- | ----------------- |
| -  | Shoichi Yanagimoto | All   | -                 | -                 |
| 2  | Kana Oyama         | O     | 19 giugno 1984    | Toray Arrows      |
| 3  | Yoshie Takeshita   | P     | 18 marzo 1978     | JT Marvelous      |
| 5  | Miyuki Takahashi   | S     | 25 dicembre 1978  | Vicenza Volley    |
| 6  | Kaoru Sugayama     | L     | 26 dicembre 1978  | JT Marvelous      |
| 7  | Makiko Horai       | C     | 6 gennaio 1979    | JT Marvelous      |
| 9  | Sachiko Sugiyama   | C     | 19 ottobre 1979   | NEC Red Rockets   |
| 10 | Midori Takahashi   | P     | 10 marzo 1980     | Toyota Queenseis  |
| 11 | Erika Araki        | C     | 3 agosto 1984     | Toray Arrows      |
| 12 | Saori Kimura       | S     | 19 agosto 1986    | Toray Arrows      |
| 14 | Shuka Oyama        | S     | 25 settembre 1980 | Hisamitsu Springs |
| 15 | Mari Ochiai        | S     | 4 gennaio 1982    | Hisamitsu Springs |
| 17 | Yuki Ishikawa      | C     | 26 aprile 1987    | JT Marvelous      |

## Italia
| N° | Nome                | Ruolo | Data di nascita   | Squadra           |
| -- | ------------------- | ----- | ----------------- | ----------------- |
| -  | Marco Bonitta       | All   | 5 settembre 1963  | -                 |
| 2  | Simona Rinieri      | S     | 1º settembre 1977 | Robursport Pesaro |
| 3  | Elisa Togut         | O     | 14 maggio 1978    | Pieralisi Jesi    |
| 5  | Sara Anzanello      | C     | 30 luglio 1980    | Asystel Novara    |
| 6  | Valentina Fiorin    | S     | 9 ottobre 1984    | Chieri Volley     |
| 7  | Martina Guiggi      | C     | 1º maggio 1984    | Robursport Pesaro |
| 8  | Paola Paggi         | C     | 6 dicembre 1976   | Volley Bergamo    |
| 9  | Nadia Centoni       | O     | 19 giugno 1981    | VC Padova         |
| 10 | Stefania Dall'Igna  | P     | 22 novembre 1984  | Vicenza Volley    |
| 12 | Francesca Piccinini | S     | 10 gennaio 1979   | Volley Bergamo    |
| 14 | Eleonora Lo Bianco  | P     | 22 dicembre 1979  | Volley Bergamo    |
| 15 | Antonella Del Core  | S     | 5 novembre 1980   | Robursport Pesaro |
| 18 | Monica De Gennaro   | L     | 8 gennaio 1987    | Vicenza Volley    |

## Polonia
| N° | Nome                 | Ruolo | Data di nascita   | Squadra       |
| -- | -------------------- | ----- | ----------------- | ------------- |
| -  | Ireneusz Kłos        | All   | -                 | -             |
| 1  | Katarzyna Skowrońska | C     | 30 giugno 1983    | Vicenza       |
| 2  | Mariola Barbachowska | L     | 3 luglio 1982     | PTPS          |
| 4  | Izabela Bełcik       | P     | 29 novembre 1980  | Muszynianka   |
| 6  | Anna Podolec         | O     | 30 ottobre 1985   | BKS           |
| 10 | Joanna Podoba        | S     | 17 febbraio 1977  | Muszynianka   |
| 11 | Sylwia Pycia         | C     | 20 aprile 1981    | AZS Białystok |
| 12 | Natalia Bamber       | S     | 24 febbraio 1982  | -             |
| 13 | Milena Rosner        | S     | 4 gennaio 1980    | Muszynianka   |
| 14 | Maria Liktoras       | C     | 20 febbraio 1975  | -             |
| 15 | Katarzyna Skorupa    | P     | 16 settembre 1984 | BKS           |
| 16 | Aleksandra Przybysz  | S     | 2 giugno 1980     | River         |
| 18 | Marta Pluta          | P     | 17 febbraio 1982  | Calisia       |

## Rep. Dominicana
| N° | Nome                | Ruolo | Data di nascita  | Squadra          |
| -- | ------------------- | ----- | ---------------- | ---------------- |
| -  | Miguel Cruz         | All   | -                | -                |
| 1  | Annerys Vargas      | C     | 7 agosto 1981    | Vaqueras Bayamón |
| 3  | Yudelkys Bautista   | C     | 5 dicembre 1974  | CV Las Palmas    |
| 6  | Carmen Caso         | L     | 29 novembre 1981 | Mirador          |
| 9  | Nuris Arias         | S     | 20 maggio 1973   | Mirador          |
| 10 | Milagros Cabral     | S     | 17 ottobre 1978  | Leonas de Ponce  |
| 11 | Juana González      | P     | 3 gennaio 1979   | Modeca           |
| 12 | Karla Echenique     | P     | 16 maggio 1986   | Mirador          |
| 13 | Cindy Rondón        | C     | 12 novembre 1987 | VC Padova        |
| 14 | Prisilla Rivera     | S     | 29 dicembre 1984 | Los Prados       |
| 15 | Cosiri Rodríguez    | O     | 30 agosto 1977   | CV Las Palmas    |
| 16 | Kenia Moreta        | C     | 7 aprile 1984    | Mirador          |
| 18 | Bethania de la Cruz | S     | 13 maggio 1987   | Mirador          |

## Russia
| N° | Nome               | Ruolo | Data di nascita   | Squadra          |
| -- | ------------------ | ----- | ----------------- | ---------------- |
| -  | Giovanni Caprara   | All   | 7 novembre 1962   | -                |
| 1  | Maria Borodakova   | C     | 8 marzo 1986      | Dinamo Mosca     |
| 2  | Ol'ga Pal'čikova   | C     | 25 luglio 1983    | Dinamo Mosca     |
| 4  | Marija Maslakova   | S     | 12 giugno 1980    | Lipeck           |
| 5  | Ljubov' Sokolova   | S     | 4 dicembre 1977   | Pieralisi Jesi   |
| 6  | Elena Godina       | S     | 17 settembre 1977 | Chieri Volley    |
| 7  | Natal'ja Safronova | S     | 6 febbraio 1979   | Dinamo Mosca     |
| 9  | Svetlana Krjučkova | L     | 21 febbraio 1985  | Lipeck           |
| 11 | Ekaterina Gamova   | O     | 17 ottobre 1980   | Dinamo Mosca     |
| 12 | Marina Šešenina    | P     | 26 giugno 1985    | Uraločka NTMK    |
| 16 | Julija Merkulova   | C     | 17 febbraio 1984  | Zareč'e Odincovo |
| 17 | Natal'ja Kulikova  | S     | 12 maggio 1982    | VK Samorodok     |
| 18 | Marina Akulova     | P     | 13 dicembre 1985  | VK Samorodok     |

## Stati Uniti
| N° | Nome             | Ruolo | Data di nascita   | Squadra             |
| -- | ---------------- | ----- | ----------------- | ------------------- |
| -  | Lang Ping        | All   | 10 dicembre 1960  | -                   |
| 2  | Danielle Scott   | C     | 1º ottobre 1972   | Chieri Volley       |
| 3  | Tayyiba Haneef   | S     | 23 marzo 1979     | Stati Uniti         |
| 4  | Lindsey Berg     | P     | 16 luglio 1980    | Robursport Pesaro   |
| 7  | Heather Bown     | C     | 29 novembre 1978  | Airone              |
| 9  | Jennifer Joines  | C     | 23 novembre 1982  | Stati Uniti         |
| 10 | Therese Crawford | S     | 26 agosto 1976    | Virtus Roma         |
| 12 | Nancy Meendering | S     | 12 novembre 1978  | Eczacıbaşı Istanbul |
| 14 | Candace Lee      | L     | 12 giugno 1984    | Stati Uniti         |
| 15 | Nicole Davis     | L     | 24 aprile 1982    | Stati Uniti         |
| 17 | Jane Collymore   | S     | 30 settembre 1984 | Stati Uniti         |
| 18 | Cassandra Busse  | O     | 15 gennaio 1982   | -                   |
| 19 | Lindsey Hunter   | P     | 30 marzo 1984     | -                   |

## Thailandia
| N° | Nome                  | Ruolo | Data di nascita | Squadra     |
| -- | --------------------- | ----- | --------------- | ----------- |
| -  | Sutticha Chanbunchee  | All   | -               | -           |
| 1  | Rattanaporn Sanuanram | C     | 9 aprile 1980   | Petchaboon  |
| 3  | Saymai Paladsrichuay  | S     | 4 agosto 1987   | Yeşilyurt   |
| 5  | Pleumjit Thinkaow     | C     | 9 novembre 1983 | Federbrau   |
| 6  | Onuma Sittirak        | S     | 13 giugno 1986  | Federbrau   |
| 7  | Narumon Khanan        | P     | 26 gennaio 1983 | RBAC        |
| 9  | Piyamas Koijapo       | S     | 23 ottobre 1980 | Samutprakan |
| 10 | Wilavan Apinyapong    | S     | 6 giugno 1984   | Federbrau   |
| 11 | Amporn Hyapha         | C     | 19 maggio 1985  | Federbrau   |
| 13 | Nootsara Tomkom       | P     | 7 luglio 1985   | Federbrau   |
| 14 | Patcharee Saengmuang  | S     | 20 marzo 1978   | Federbrau   |
| 15 | Malika Kanthong       | O     | 8 gennaio 1987  | Federbrau   |
| 17 | Wanna Buakaew         | L     | 2 giugno 1981   | RBAC        |